# Roberto Roxas
Roberto Roxas (nascido em 15 de abril de 1946) é um ex-ciclista filipino. Ele representou seu país durante os Jogos Olímpicos de Verão de 1968, na prova de velocidade.